# Basavanapura, Channarayapatna
Basavanapura là một làng thuộc tehsil Channarayapatna, huyện Hassan, bang Karnataka, Ấn Độ.